# Kisy Nascimento
Kisy Cesário Do Nascimento (ur. 28 stycznia 2000 w São Paulo) – brazylijska siatkarka, reprezentantka kraju, grająca na pozycji atakującej.
Na Mistrzostwach Świata Juniorek w 2019 roku wraz z reprezentacyjnymi koleżankami zajęła 6 miejsce.

## Sukcesy klubowe
Klubowe Mistrzostwa Ameryki Południowej:
- 2022[6], 2024[7]
- 2023[8]
- 2025[9]

Mistrzostwo Brazylii:
- 2022[10], 2024[11]
- 2023[12]

Puchar Brazylii:
- 2023[13]

Superpuchar Brazylii:
- 2023[14], 2024[15]

## Sukcesy reprezentacyjne
Mistrzostwa Ameryki Południowej Juniorek:
- 2018[16]

Liga Narodów:
- 2022[17], 2025[18]

Mistrzostwa Świata:
- 2022[19]

Mistrzostwa Ameryki Południowej:
- 2023[20]

## Nagrody indywidualne
- 2022: MVP i najlepsza atakująca Klubowych Mistrzostw Ameryki Południowej[21]
- 2023: Najlepsza atakująca Klubowych Mistrzostw Ameryki Południowej[22]
- 2023: Najlepsza atakująca Mistrzostw Ameryki Południowej
- 2025: Najlepsza atakująca Klubowych Mistrzostw Ameryki Południowej